# 北冶镇
北冶镇，是中华人民共和国河南省洛陽市新安县下辖的一个乡镇级行政单位。

## 行政区划
北冶镇下辖以下地区：
柿树岭村、滩子沟村、马行沟村、张官岭村、核桃园村、北冶村、甘泉村、岭后村、贾岭村、裴岭村、骆岭村、刘黄村、刘沟村、元门村、关址村、碾坪村、杨沟村、涧沟村、王岭村、望古垛村、仓西沟村、平王村、安桥村、东沟村、下坂峪村、石山村、西地村、崔沟村、五元沟村、高庄村、三王庄村和竹园村。